# Судетська область

Судетська область на мапі Чехословаччини, 1938

Судетська область (Судетенланд; нім. Sudetenland Німецька: [zuˈdeːtn̩ˌlant], чеськ. і словац. Sudety, пол. Kraj Sudetów) — історичний регіон на півночі та заході Чехії, названий на честь Судетських гір. До 1945 року — місце компактного проживання судетських німців.

## Рання історія
Термін Судетська область виник на початку XX століття як назва місцевості у районі Судетських гір, населеної етнічними німцями. Цей регіон належав до території Австро-Угорщини та був одним із трьох районів компактного проживання німців у країні, поряд з подібними місцевостями в Альпах та на Балканах.
За результами Першої світової війни Австро-Угорська імперія розпалася на низку незалежних держав і Судетська область відійшла до проголошеної наприкінці жовтня 1918 року Чехословаччини, оскільки історично була невід'ємною частиною Богемського королівства. Однак судетські німці, що складали значну частину населення регіону, бажали приєднання до складу Німецької Австрії, іншого уламка імперії, який бачив своє майбутнє у складі німецької держави і з якого пізніше утворилася Австрія. Подібні сепаратистські настрої щодо новоствореної Чехословаччини на теренах земель з переважно німецьким населенням, так званої Німецької Чехії, до якої відносилась й Судетська область, були придушені наприкінці 1918 року чехословацькими військами. 
Урешті-решт, незалежність Чехословаччини у її кордонах, що включали у себе Судетську область, була затверджена Сен-Жерменським мирним договором восени 1919 року. Однак упродовж наступних десятиліть судетські німці так остаточно й не змирилися з подібним станом речей, ідея відокремлення своїх земель від Чехословаччини з наступним їх входженням до Німеччини не втрачала своєї актуальності у колах радикальних націоналістичних організацій регіону.

## Судетська криза

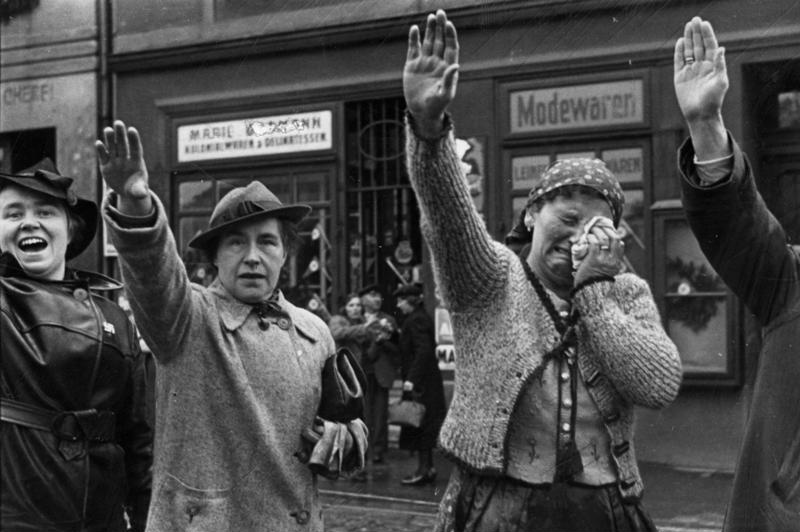
Судетські німці на вулицях Хеба (Егера) вітають німецькі війська, що окупували Судетську область

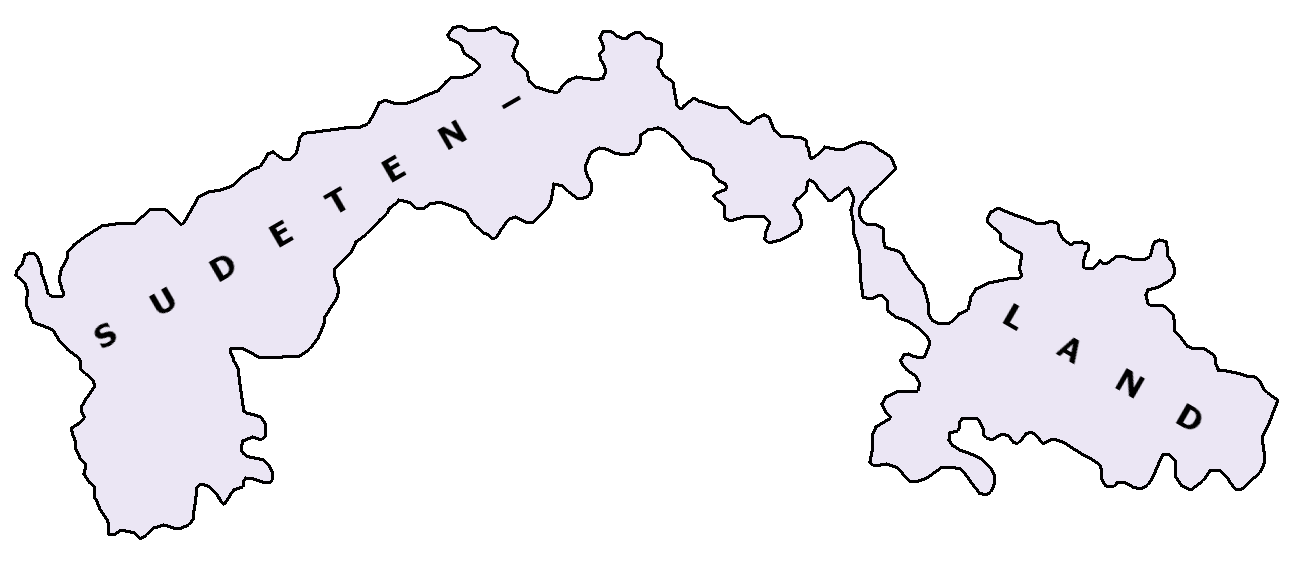
рейхсгау Судетська область / рейхсгау Судетенланд

У 1938 році пронацистська Судетська німецька партія спровокувала масштабні заворушення у прикордонних Німеччині районах Чехословаччини та звернулася по допомогу до керівництва Третього Рейху. Це дало підстави канцлеру Рейху Гітлеру в лютому 1938 року звернутися до рейхстагу із закликом «звернути увагу на жахливі умови життя німецьких побратимів у Чехословаччині». До німецько-чехословацького кордону почали висуватися частини Вермахту, що викликало протести з боку Франції та СРСР. Велика Британія здійснила спробу стати арбітром у конфлікті, що назрівав, та направила до Чехословаччини спеціальну дипломатичну місію.
Вирішення конфлікту перейшло у дипломатичну площину. Франція та Велика Британія, що мали статус гарантів недоторканості території Чехословаччини, у перемовинах з Німеччиною йшли на одну поступку за іншою, намагаючись за будь-яку ціну уникнути збройного виступу останньої проти Чехословаччини, у випадку якого вони були б змушені оголосити Німеччині війну. Результатом такої політики, що увійшла до історії під назвою «замирення агресора», стала Мюнхенська угода, укладена 30 вересня 1938 року. Відповідно до угоди, підписаної  представниками Німеччини, Італії, Великої Британії та Франції, на початку жовтня Судетська область перейшла до складу Третього Рейху, а на її територію відразу ж увійшли війська Вермахту.
До 1945 року на території області існував рейхсгау зі столицею у Рейхенберзі (Ліберці). Крім того деякі її райони були передані до складу Баварії та колишньої Австрії.

## Повоєнна історія
Після Другої Світової війни та відновлення Чехословаччини відповідно до декретів президента країни Бенеша більшість етнічних німців, що мешкали у регіоні, було депортовано. Натомість на ці землі було переселено представників інших етнічних груп країни, насамперед чехів.
На сьогодні поняття Судетська область, що історично мало насамперед етнічне значення, не використовується.